# Кутлуг Туркан
Кутлуг Туркан (1208/1213 — 1283) — султанша Кермана з династії Кутлугханідів у 1257—1282 роках.

## Життєпис
Походила з Мавераннахру. За однією версією була продана як рабиня торговцю з Ісфахані, який надав їй чудову освіту. З огляду на це можливо належала до хорезмійської знаті, а рабинею стала внаслідок монгольського вторгнення у 1218 році. За іншою версією була наложницею Гіяс ад-Діна Піршаха (сина хорезмшаха Мухаммеда II), намісника Ісфагана. Після 1229 року стала наложницею керманського султана Барак Хаджиба. За ще однією версією вона тотожна Хан-Туркан, доньки Барак-Хаджиба.
Десь у 1230-х роках стала дружиною Кутб ад-Дін Мухаммад-хана. Точно невідомо чи це сталося до 1235 року, коли той посів трон, або під час нетривалого панування. Разом з чоловіком після повалення того Рукн ад-Діном перебралася до Каракорума.
1252 року з отримання ярлика на Керман від кагана Мунке Кутб ад-Дін повернувся на трон. В наступні роки він брав участь у численних кампаніях. В цей час Кутлуг Туркан виконувала фактично обов'язки регентші, набуваючи політичного й господарського досвіду.
1257 року після смерті чоловіка її прихильники звернулися до хана Хулагу щодо затвердження Кутлуг Туркан правителькою Кермана. Їм протистояли прихильники її сина Музаффар ад-Діна. Зрештою їх обох було визнано султанами. Її зять Азад ад-Діна Еміра Хаджі Лашкарі став командувачем керманського війська. Втім через малий вік сина Кутлуг Туркан отримала повну владу, а зятя невдовзі через інтриги султанша позбавила посади.
1263 року наказала звести державні комори, куди накопичувала хліб та харчі для надзвичайних ситуацій. 1264 року син, що досяг повноліття, розпочав політику з відсторонення Кутлуг Туркан від фактичного урядування. В свою чергу 1265 року Кутлуг Туркан відвідав ставку ільхана Абака-хана, де здобула цілковиту підтримку та домоглася передачі міста Сірджан (поблизу з володінням Кутлугханідів) своїй доньці Падишах Хатун. 1267 року звинуватила сина у змові проти ільхана, внаслідок чого Музаффар ад-Діна було позбавлено влади. Той втік до Сістану, звідки у 1271—1272 роках намагався захопити Керман. Незважаючи на поразки султанша зуміла зберегти владу.
1272 року домоглася шлюбу між донькою Падишах Хатун та Абака-ханом, що ще більше змінило становище Кутлуг Туркан. До 1275 року вона змусила Музаффар ад-Діна втекти з Сістану. До 1279 року звела численні фортеці, медресе, лікарні, мечеті, фінансувала 16 вакфів.
1280 року проти неї виступив пасорбок Суюргатмиш, який повалив Кутлуг Туркан. За допомогою зятя вона домоглася визнання спільного панування. Втім фактично з цього часу мешкала у Тебризі разом з донькою. 1282 року ільхан Текудер закріпив за Сюргатмишем трон Кермана. Колишня султанша померла влітку 1283 року в Тебризі. Похована в мавзолеї Губба-і Сабз у Кермані.

## Родина
- Музаффар ад-Дін Хаджадж (1247—1291), султан Кермана
- Падишах Хатун (1256—1295), дружина ільханів: 1) Абаки; 2) Гайхату
- Бібі Туркан, дружина: 1) Азад ад-Діна Еміра Хаджі Лашкарі; 2) Шамс ад-Діна